# Björn Engels
Björn Engels (15 de setembre de 1994) és un futbolista professional belga que juga de defensa central al Royal Antwerp FC belga.